# Gaston Homblé
August Gaston Homblé (Laken, 17 augustus 1912 – Melle, 3 september 1985) was een Vlaamse kunstschilder, geneeskundige en essayist.

## Biografie
Gaston Homblé was de zoon van Willem Homblé uit Overijse en Bertine Decrock uit Rekkem. Op zesjarige leeftijd verloor hij zijn vader en zijn moeder hertrouwde met Henk Kemper en vestigde zich in Scheveningen. Gaston bleef in Rekkem bij zijn tante Zoé Decrock die met hem tijdens de Eerste Wereldoorlog naar Bradford in Engeland trok. Na de oorlog keerden ze terug naar Rekkem. Gaston volgde middelbaar onderwijs bij de broeders Xaverianen te Brugge. Hij schilderde reeds vanaf 15 jaar maar mocht van thuis geen academie volgen. Hij volgde dan maar de cursussen voor drukker-letterzetter in de beroepsschool Glorieux in Oostakker waar hij in 1930 zijn diploma behaalde.
Als autodidact schilder nam hij in datzelfde jaar deel aan een tentoonstelling ingericht door de V.T.B. voor de Kunstgroep Vlaanderen te Zottegem. Hij volgde privé lessen tekenen en schilderen bij meester Voets, zelf een leerling van Antoine Wiertz. In zijn eerste stijlperiode schilderde hij klassieke composities die doen denken aan de symbolistische landschappen van Albert Servaes en Valerius De Saedeleer.
In 1936 behaalde hij op 15 september in Gent de akte van bekwaamheid tot bibliothecaris. Hij studeerde ook verder aan de Rijksuniversiteit te Gent onder meer kunstgeschiedenis en oudheidkunde waarbij hij les kreeg van onder andere August Vermeylen maar hij heeft nooit de licenciaatstitel gebruikt.
Tijdens de Tweede Wereldoorlog werkte hij tussen 1940 en 1944 voor de arbeidsgeneeskundige dienst van wat het 'Ministerie van Volksgezondheid' was onder de Militärverwaltung. Hij was onder meer actief bij het opsporen van tuberculose met röntgenscopie. Hij publiceerde er verschillende bijdragen over in Het Vlaamse Kruis, de periodiek van de gelijknamige organisatie. Sommige kringen beschouwden zijn werk als collaboratie. Als gevolg van een aanklacht (een wraakneming?) werd hij in oktober 1944 geïnterneerd te Lokeren en daarna in kampen te Gent, Merksplas, Sint-Gillis en terug Gent. In 1947 werd hij vrij gelaten.
Hij overwoog om in het klooster te gaan, maar hij ontmoette Rachel Raman, dochter van Gustaaf Raman en Marie Hulstaert. Ze huwden op 3 april 1948. In 1949 kregen ze een zoon die José genoemd werd. Op 1 januari van dat jaar was hij aan de slag kunnen gaan als röntgenassistent in de privékliniek van gynaecoloog Dr. José Daels, de zoon van Prof. Frans Daels (1882-1974), Vlaams voorman en hoofd van de gynaecologische en vroedkundige klinieken van de R.U.G.. José Daels begon zijn privékliniek eind oktober 1944 en Gaston Homblé werd zijn trouwe en enthousiaste medewerker. Via deze job leerde hij diverse persoonlijkheden uit de medische wereld kennen. In 1947-1948 publiceerde hij zijn eerste bijdragen over de volksgeneeskunde in Eigen Schoon en De Brabander. 
Omstreeks deze tijd onderging zijn schilderstijl een grondige wijziging: er was aan de ene kant een versobering, soms verharding van de vorm, hij schilderde met brede contouren, weg van het figuratieve, maar hij introduceerde een dynamisch gebruik van kleurvlakken. Zijn krachtige non-figuratieve werken maakten hem tot een bekende figuur in het artistieke leven in Gent.
Homblé was lid van diverse kunstenaarsgenootschappen zoals “Het Antenneke” en de “Open Kring”. Van 1954 tot 1963 nam hij deel aan talloze tentoonstellingen.
Op basis van zijn studie L'Esthétique dans l'Oeuvre de Dostojevski kreeg hij op 10 oktober 1965 het door het Belgische consulaat te Sheffield (Engeland) gelegaliseerde diploma van “Philosophical Doctor Collegium Academicum Ministeriale Sheffieldensem”, een titel die hij daarna aan zijn naam toevoegde (Dr. Phil.). 
Aansluitend bij zijn kunstenaarsperiode ging hij vanaf 1963 per briefwisseling deelnemen aan de "Accademia lnternazionale Leonardo da Vinci di Scienze, Lettere e Arti" te Rome en op 14 juli van dat jaar werd hij Ridder-Commandeur in de “Orde van Sint-Joris van Boergondië”. Hij kreeg ook de functie van directeur van de Nederlandstalige afdeling van de "Fondation Défense de l'Homme" en werd opgenomen in de Vlaamse Commanderij van de Soevereine Orde van Sint-Jan van Jeruzalem. Het was aan deze Orde van Sint Jan dat hij een groot deel van zijn tijd zou spenderen en waarin hij belangrijke functies zou bekleden.
Hij schreef talrijke bijdragen, vooral op het gebied van de volksgeneeskunde en de kruidengeneeskunde voor Vlaamse tijdschriften en kranten en stuurde zijn publicaties naar buitenlandse bibliotheken, wetenschappelijke instellingen en personen. Hij publiceerde 164 artikelen in diverse, vooral Vlaamse tijdschriften zoals De Brabantse Folklore, Oostvlaamse Zanten, Ons Heem, Biekorf, Het Vlaams Kruis, Eigen Schoon en De Brabander, Open Kring, Getuigenis, Artistenblad, Volkskunde en in de krant Het Volk.
Na het overlijden van zijn vrouw in december 1979 werd hij in 1982 oblaat van Sint-Benedictus bij de Sint-Andriesabdij Zevenkerken te Brugge en verbleef hij regelmatig in de abdij. Hij overleed aan een plotse hartkwaal op 3 september 1986. 